# Kiki (tortue)
Pour les articles homonymes, voir Kiki.
Kiki, né en 1863 et mort en novembre 2009 à 146 ans à la ménagerie du Jardin des plantes de Paris, est une tortue mâle géante des Seychelles (Dipsochelys dussumieri). Il est arrivé à Paris en 1923. Il avait été offert au Muséum national d'histoire naturelle par   M. Carié, un naturaliste et érudit de l'île Maurice. Kiki était qualifié de « doyen des Français ». Il est mort d'une septicémie provoquée par une occlusion intestinale. Il n'a pas laissé de descendant.

## Histoire
Kiki est née dans la nature approximativement vers 1863. Elle doit son nom à Paul Carié qui en 1913 quitte l'île Maurice et emporte avec lui un groupe de six tortues des Seychelles qu'il offre au Muséum ne sachant pas quoi en faire à Paris. Il passera les voir régulièrement jusqu'à sa mort. Anecdote, quand Robert Doisneau était enfant, il montait sur le dos de Kiki, selon ses déclarations. Le Muséum décide de le naturaliser, il est installé dans une pièce attenante à la galerie des espèces disparues dans la Grande galerie de l'Évolution. Kiki y fut retiré pour le réaménagement de la salle, le corps naturalisé est en réserve. Aujourd'hui, le doyen de la ménagerie est une autre tortue des Seychelles nommée Périclès. Vieux de plus de 115 ans, il est arrivé avec Kiki en 1923 et se trouve donc à la ménagerie depuis plus de 110 ans.